# Monumenti di Porto Torres

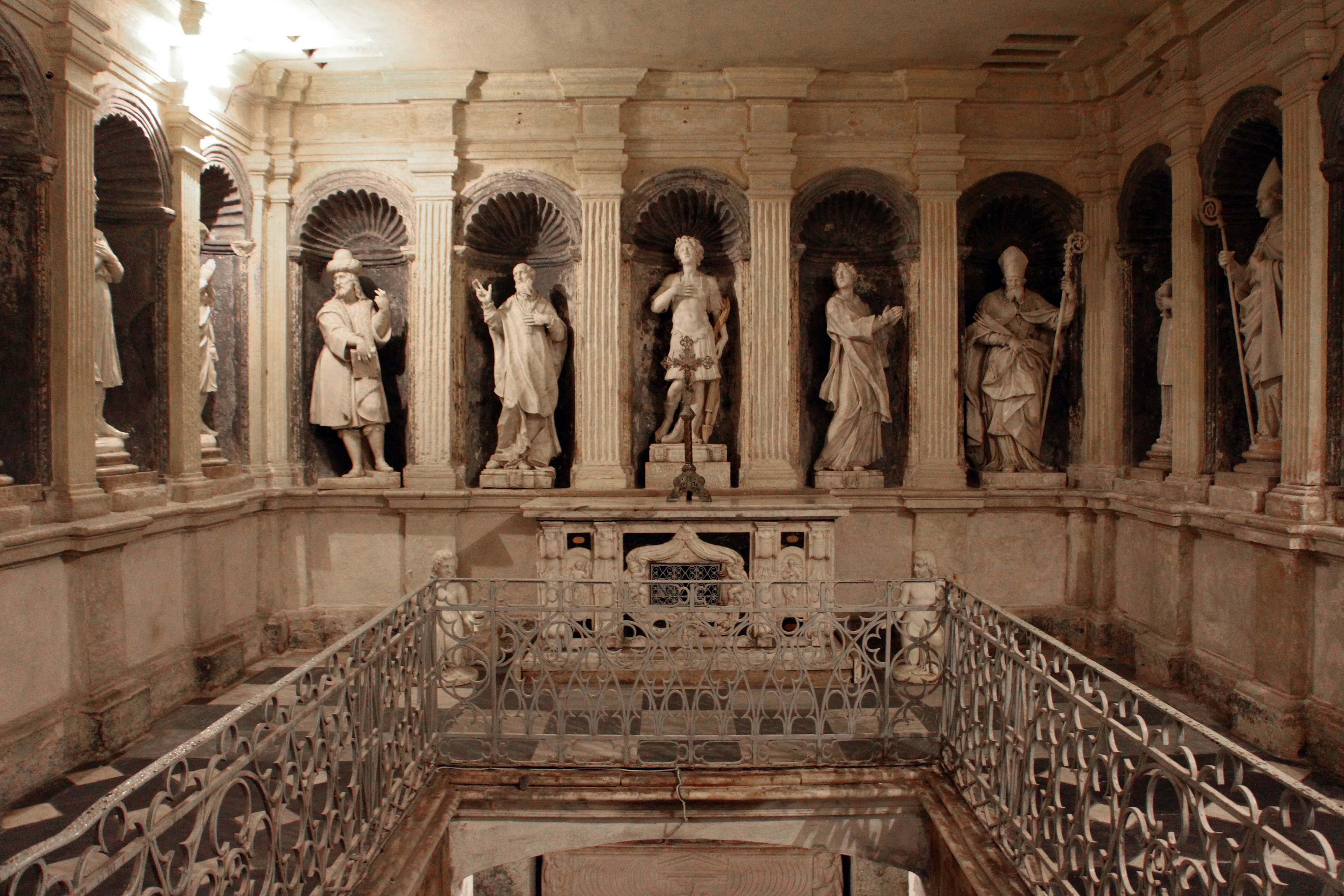
La cripta della basilica di San Gavino

Porto Torres possiede nel suo territorio svariati monumenti risalenti a varie epoche, dalle rovine di Turris Libisonis alle fortificazioni aragonesi sulle coste passando alle iconiche strutture religiose dedicate ai martiri turritani.

## Architetture religiose

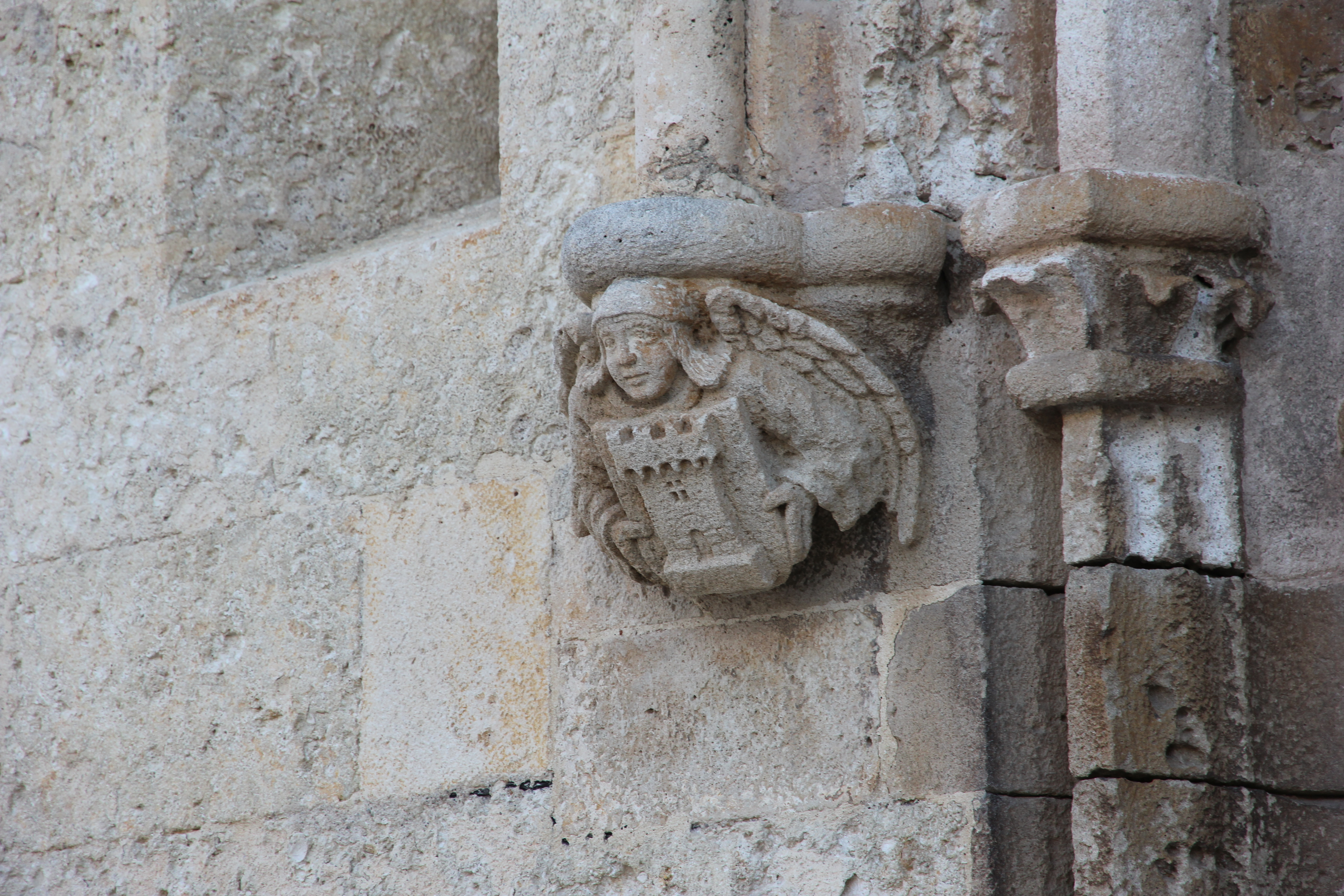
Basilica di San Gavino, San Proto e San Gianuario

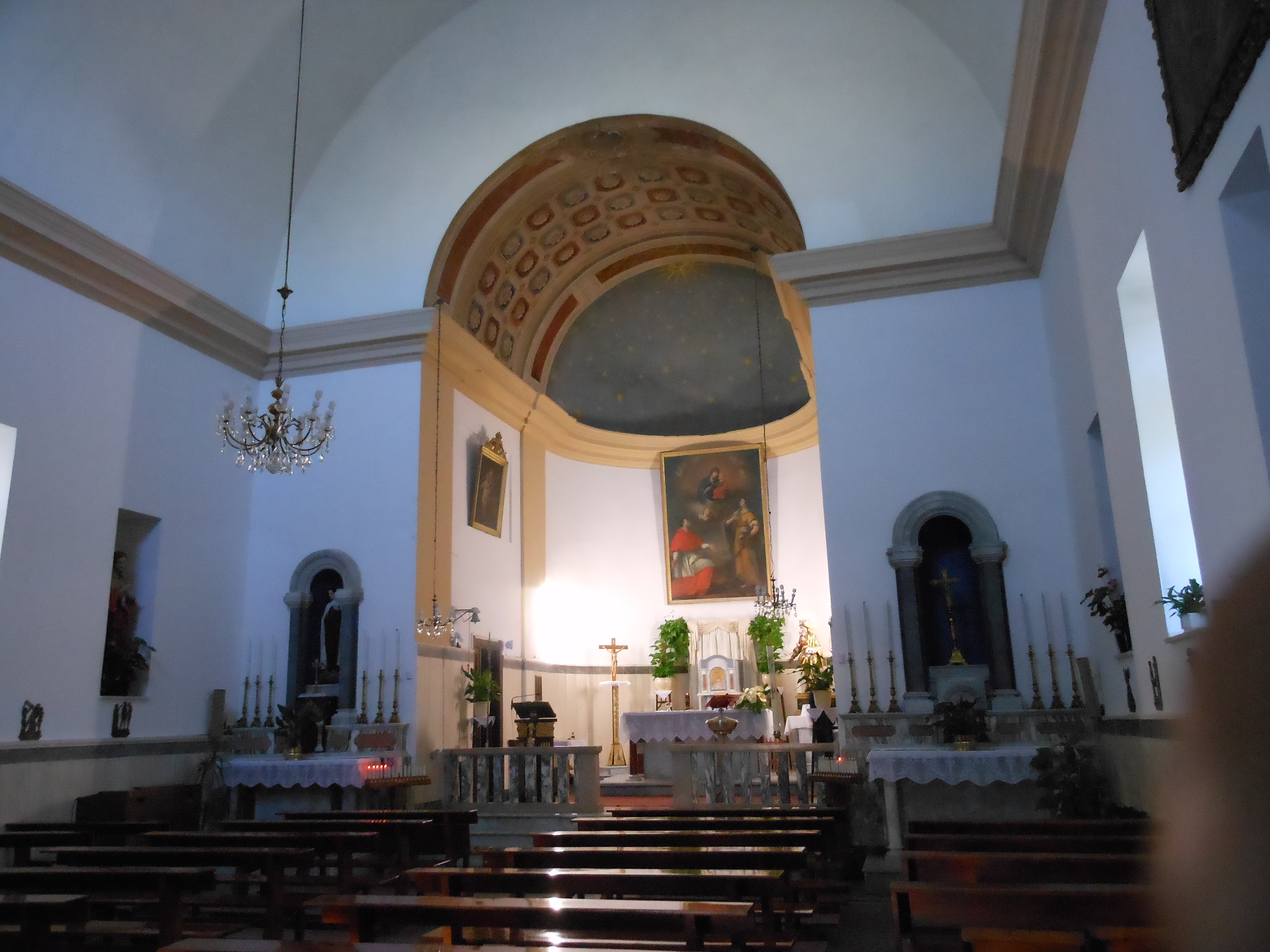
Chiesa della Beata Vergine della Consolata

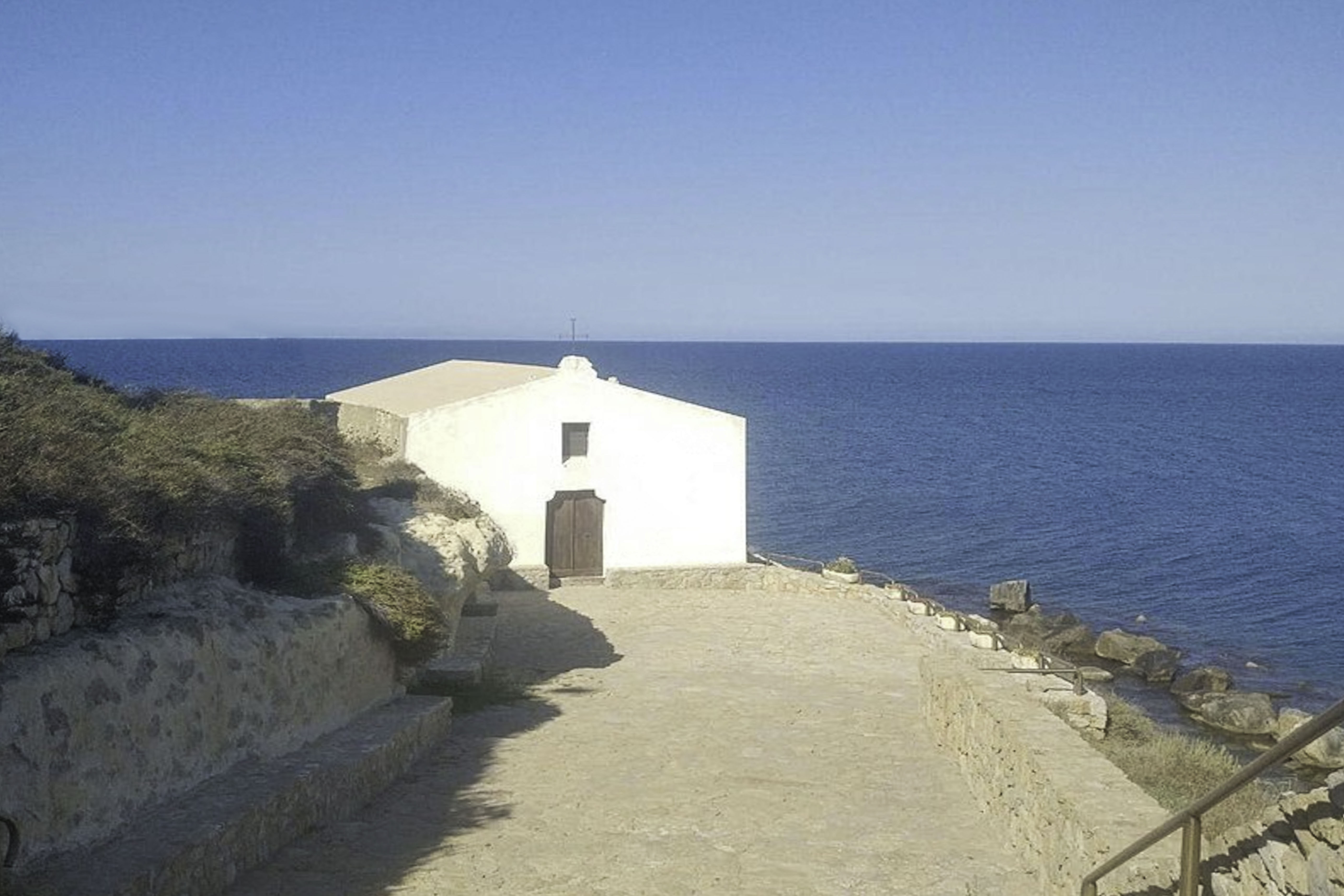
Chiesa di San Gavino a Mare

Basilica di San Gavino, San Proto e San Gianuario (1080)
La basilica in stile romanico più grande della Sardegna posta nell'antico borgo dei "Bainzini". Eretta sulla sommità del colle Monte Agellu tra il 1065 e il 1080, la Basilica è dedicata ai martiri turritani Gavino, Proto e Gianuario, decapitati a Turris Libisonis verso il 303 d.C. sotto Diocleziano e Massimiano. Fu sede episcopale fino al 1441.
Chiesa della Beata Vergine della Consolata (1826)
Chiesa in stile Neoclassico progettata dall'architetto Giuseppe Cominotti (lo stesso che progettò il Palazzo del Marchese) nel 1826. Fu la chiesa di riferimento dei Portotorresi, ovvero la popolazione portuale che viveva di pesca e commercio e che si distingueva dai Bainzini,  gli agricoltori che abitavano sul colle di Monte Angellu e che si riferivano dal punto di vista religioso alla Basilica di San Gavino.
Chiesa di San Gavino a Mare (1850)
Nota anche come chiesa di Balai vicino, posa le sue fondamenta in prossimità della spiaggia di Balai. Eretta in quel luogo perché secondo la tradizione furono sepolti proprio là i martiri Gavino, Proto e Gianuario, al suo interno sono visibili ancora oggi i loculi dove si tramanda fossero stati nascosti i corpi dei santi dopo la decapitazione.
Chiesa di Santu Bainzu Ischabizzaddu
Nota anche come chiesa di Balai lontano, sorge sul costone di roccia dove si tramanda siano stati decapitati i tre martiri il 25 e 27 ottobre del 303 d.C. Costruita in calcare, sembrerebbe essere il rifacimento di un edificio precedente costruito di data però incerta.
Cimitero monumentale di Cala D’Oliva
Il cimitero storico del borgo di Cala d'Oliva che raccoglie i resti degli antenati di Stintino; il paese fondato dagli abitanti una volta abbandonata l'area nel 1885.
Cappella austro-ungarica di Sant'Efisio e San Gavino (1915)
Costruita dai prigionieri di guerra austro-ungarici confinati all'Asinara negli anni dal 1915 al 1916, è decorata artisticamente dal prigioniero ungherese György Nemess.
Cimitero italiano di Campo Faro (1916)
Durante la prima guerra mondiale l’isola funzionò anche come luogo di cura ed isolamento per i soldati italiani di stanza in Albania che si ammalarono di colera. In questo contesto si innesta la storia dei soldati bolognesi della Brigata Savona che morirono durante la navigazione sulla nave ospedale “Re d'Italia” prima di giungere sull'isola. Perché i cadaveri dei soldati italiani fossero nettamente distinti da quelli dei prigionieri fu costruito un cimitero presso Campo Faro e lo si chiamò Cimitero Italiano.
Ossario austro-ungarico (1936)
Ossario eretto per il volere del governo austriaco per ospitare i resti di tutti i 7048 militi ignoti austro-ungarici deceduti per il tifo e il colera durante la detenzione nella colonia penale nel periodo della grande guerra.

## Architetture civili

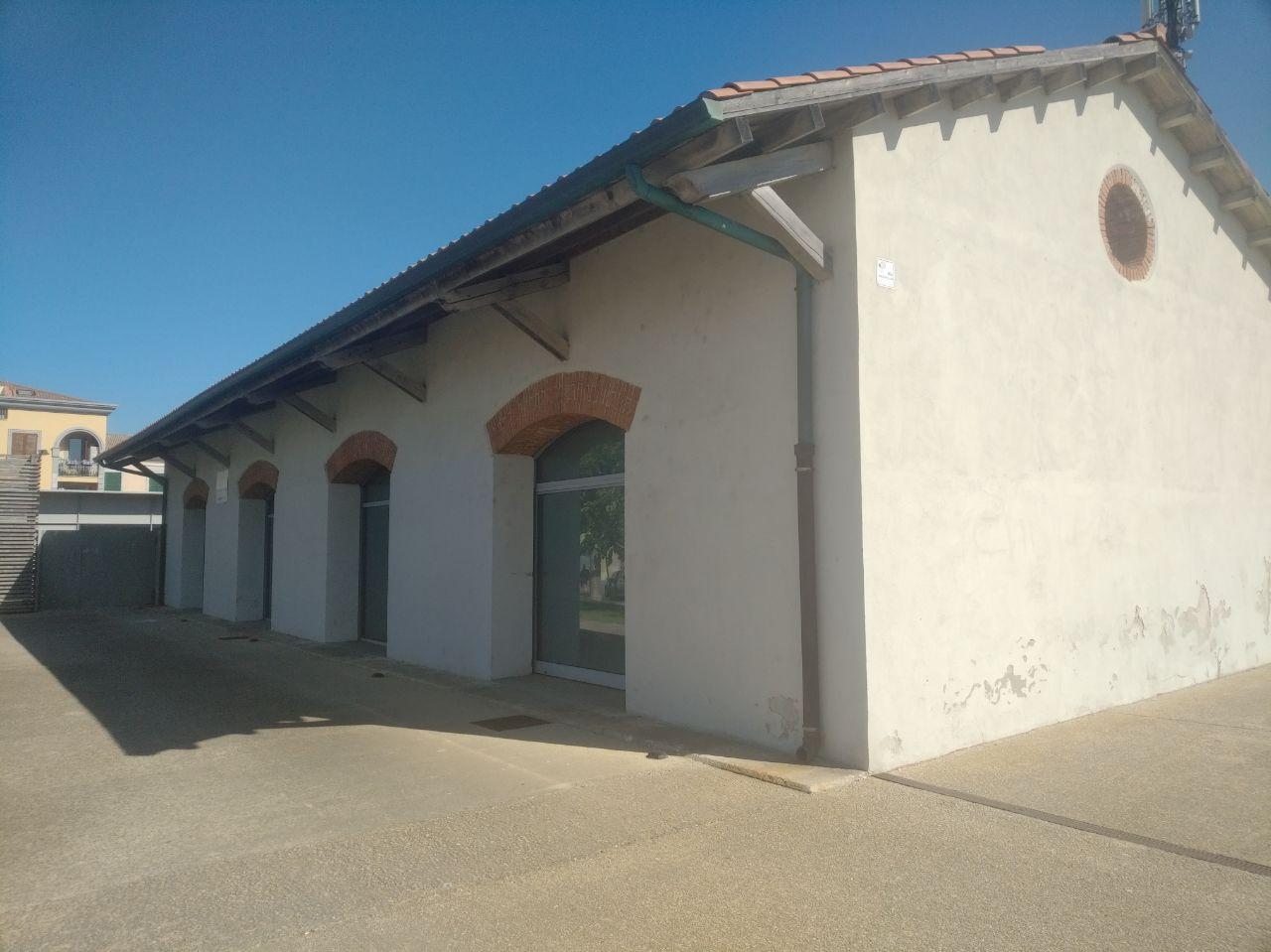
Stazione "La Piccola"

Il municipio di Porto Torres nel proprio PUC elenca come edifici da tutelare svariate strutture sia di proprietà comunale che privata. Tali architetture sono il simbolo dello sviluppo urbano ed economico che la città ha subito nelle varie epoche fino a quella dello sviluppo industriale nel periodo del miracolo economico. Di questi edifici, soprattutto quelli dislocati nell'area industriale, non tutti sono riqualificati o quantomeno ristrutturati.
Palazzo del Marchese di San Saturnino

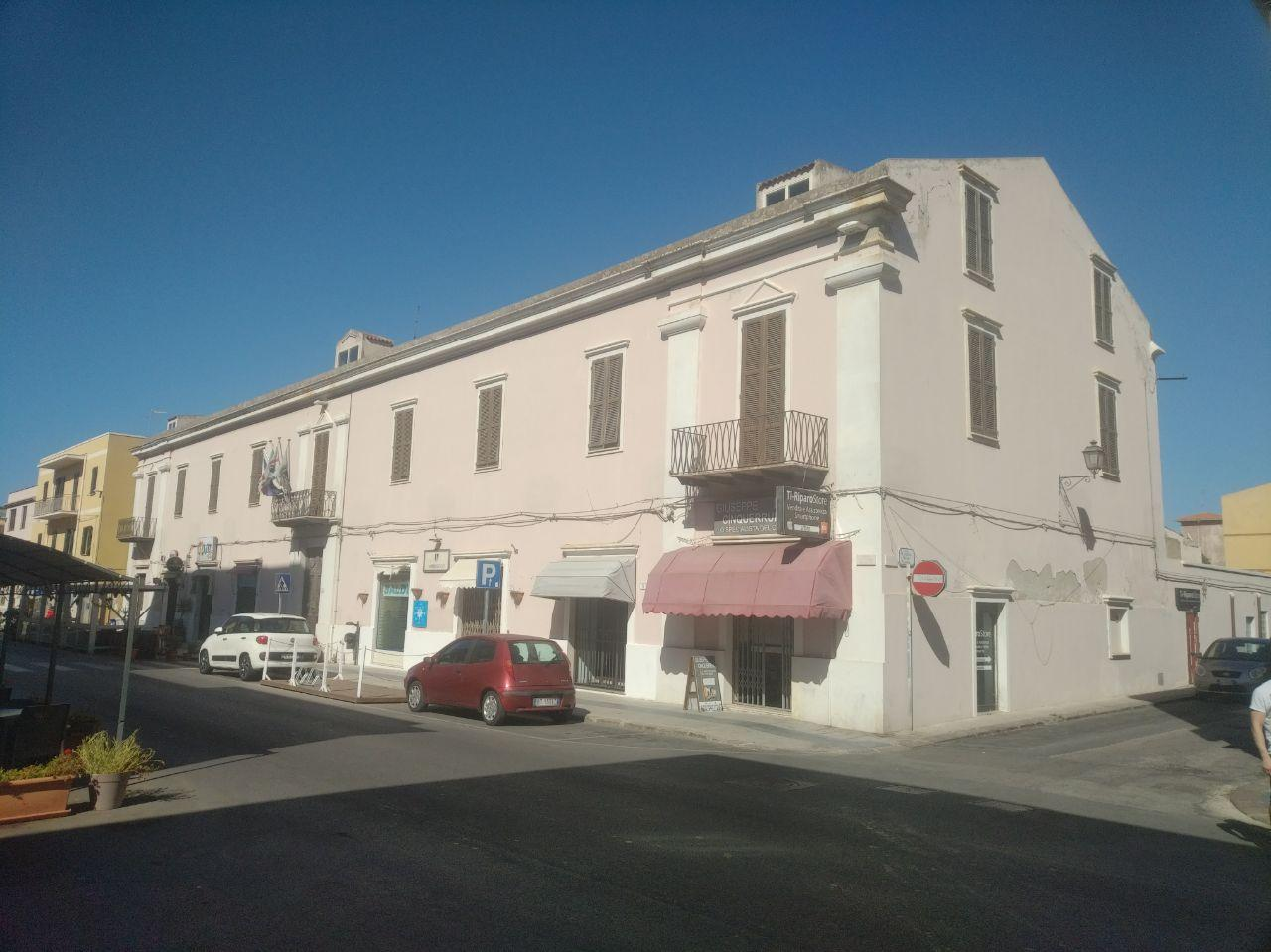
Palazzo del marchese

Palazzo neoclassico edificato da Giuseppe Cominotti, lo stesso architetto della B.V. della Consolata. Trattasi di un palazzo signorile di gran pregio sviluppato in due piani ed occupante un intero isolato dotato originariamente di un cortile privato, ora occupato quasi interamente da una serie di casolari tardo ottocenteschi. Nel 1842, quando Porto Torres divenne comune autonomo, venne scelto come sede istituzionale su iniziativa del dottor Giovanni Battista Vistoso, consigliere comunale che in occasione delle prime elezioni regolari avvenute nel 1849 ebbe modo di diventare il primo sindaco eletto del neonato comune sardo.
Stazione ferroviaria "La Piccola" (1872)
Esempio di architettura industriale dell'Ottocento, è nata come stazione ferroviaria ed in seguito riconvertita in museo.
Scuola Elementare De Amicis (1912)
Il più antico edificio scolastico della città ancora in funzione corrispondente a tutti i canoni architettonici delle scuole ottocentesche. Edificio di notevoli dimensioni in quanto designato per essere l'unico edificio scolastico di tutta la città (così fu dal 1912 fino agli anni cinquanta), si sviluppa su due piani ed è dotato di un grande cortile interno in quanto secondo le circolari scolastiche del periodo gli scolari dovevano fra le altre cose esercitarsi nelle tecniche agricole.
Ex complesso industriale della Ferromin S.a.
Eretto nei primi anni del Novecento, è stato per anni la spina dorsale dell'economia cittadina fino alla dissoluzione della stessa Ferromin S.A.. Situato in un altopiano che fino a quel momento era rimasto vergine, Si tratta di uno degli edifici industriali turritani più antichi ancora esistente. Dopo la liquidazione della Società anonima Ferromin negli anni sessanta la proprietà originale venne smantellata e l'edificio principale venne acquistato da un imprenditore locale per farci una discoteca, all'epoca molto in voga. Deceduto l'imprenditore la proprietà venne ceduta in eredità a più persone le quali non avviarono più alcuna attività lasciando il fabbricato novecentesco in stato di abbandono.
Stazione di Porto Torres Marittima (1872)
Edificio ottocentesco capolinea della ferrovia Ozieri-Chilivani-Porto Torres Marittima.
Ex complesso industriale dell'Alba Cementi S.p.a. (1957)

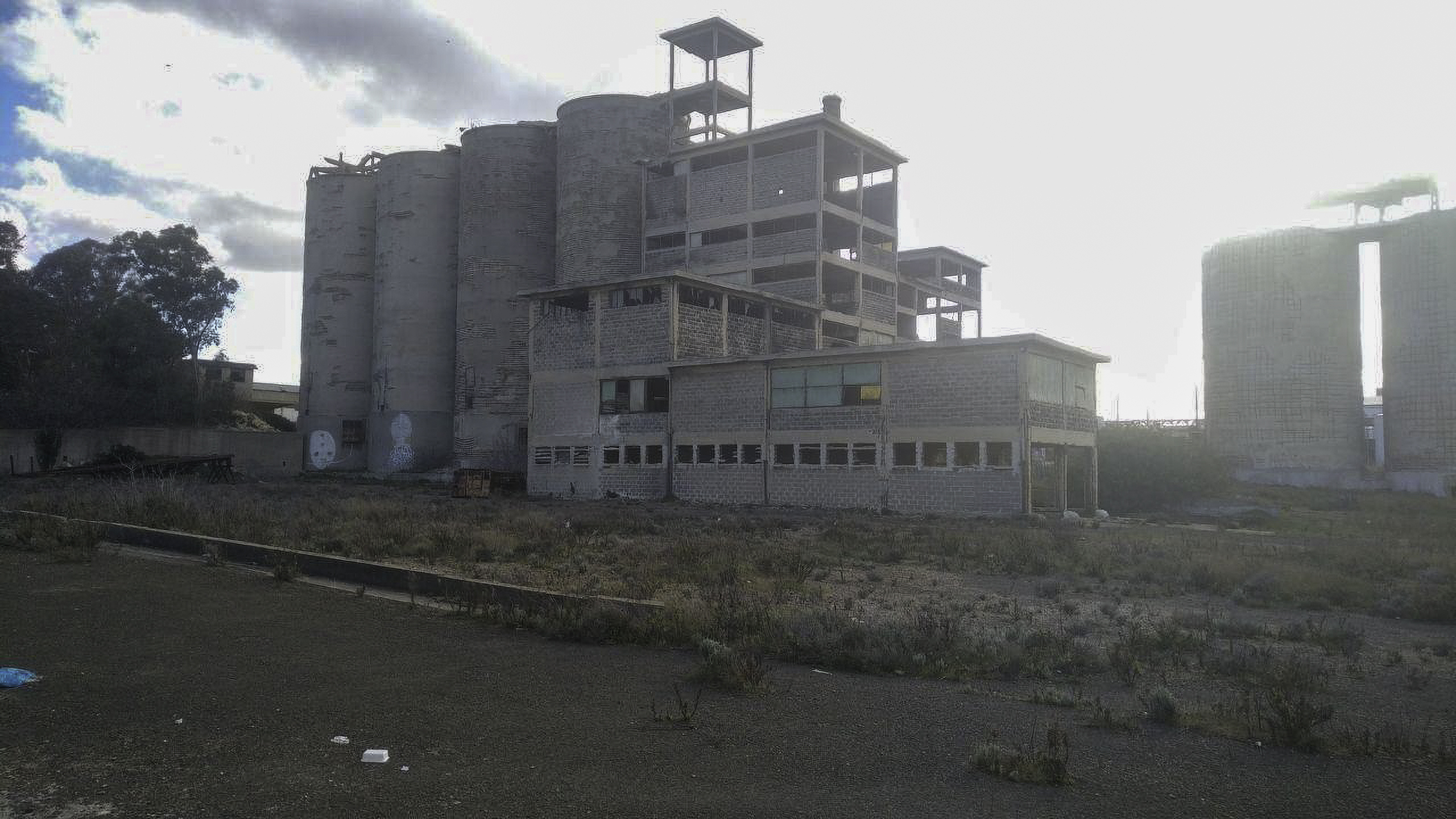
L'edificio centrale dell'Alba Cementi

Monumentale cementificio in Via Amerigo Vespucci situato nel cuore della zona industriale della Marinella. Edificato completamente in cemento armato durante il boom industriale dall'ingegner Messina, è un esempio di archeologia industriale. Chiuso dal 1983 dopo una serie di fallimenti e cambi di gestione (la più famosa quella della Cementir Holding S.p.A. che gli fa valere tuttora l'appellativo di "Ex-Cementir"), risulta da quella data mai più utilizzato. In grave stato di conservazione data la vicinanza al mare, solo nel 2020 il C.i.p. - Sassari è riuscito a riacquisirne la proprietà per iniziare i lavori di bonifica e messa in sicurezza.
Ex complesso industriale della Ferriera sarda S.p.a. (1959)

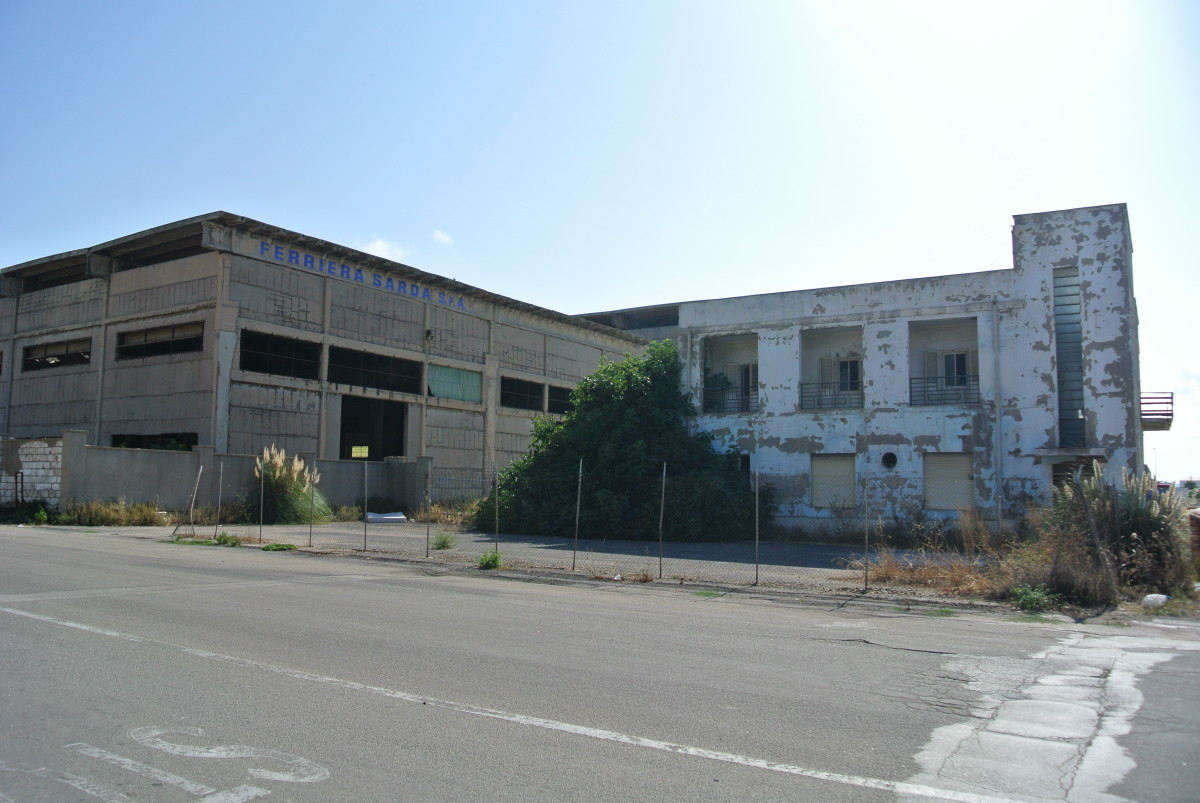
La ferriera sarda di Porto Torres

Immenso complesso industriale quasi completamente in cemento armato in Via Fratelli Vivaldi a ridosso del polo petrolchimico dell'Eni. Altro esempio storico dell'industrializzazione del nord Sardegna eretto dall'influente famiglia di imprenditori siderurgici dei Salis, occupa una superficie poco superiore ai 3 ettari. Rimasto in totale abbandono dal 1979 poiché chiuso improvvisamente a causa della grave crisi del settore di quegli anni, fino al 2012 (anno nel quale vennero effettuate operazioni di recupero materie prime smantellando i grossi macchinari al suo interno) era rimasto esattamente fermo ai tardi anni settanta. Attualmente si presenta come un edificio estremamente pericolante con un'alta concentrazione di Eternit al suo interno; condizione che nel corso degli ultimi vent'anni ha sempre soppresso sul nascere qualsiasi progetto di riqualifica.
Ex consorzio agrario di Via Sassari
Complesso simbolo dell'industria agricola della città. "I Granai", ovvero gli edifici storici dei magazzini, sono stati riconvertiti a centro commerciale nei primi anni duemila, mentre i restanti settori rimangono sostanzialmente in disuso.
Borgo di Cala d'Oliva

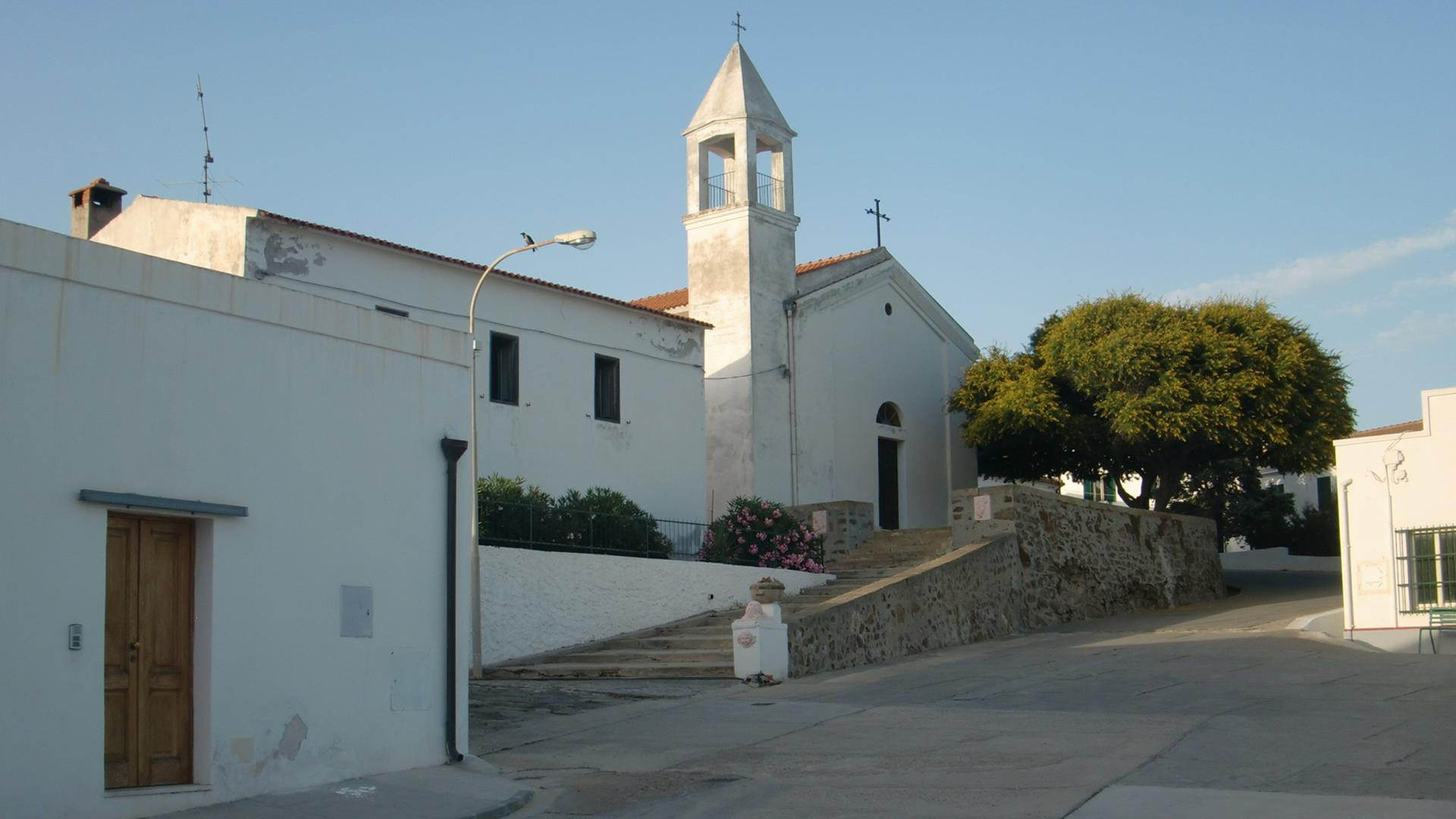
Il borgo antico di Cala d'Oliva, residenza dei fondatori di Stintino

Situato sull'isola dell'Asinara è l'insediamento storico dell'isola abbandonato dalla fine dell'Ottocento.
Faro di Punta Scorno (1854)
Situato all'Asinara è uno dei più antichi fari della Sardegna tuttora funzionante.
Stazione semaforica di Punta Scorno
Stazione segnaletica in disuso posta poco distante dall'omonimo faro.
Palazzo della Direzione della Stazione Sanitaria di quarantena
Palazzo edificato a seguito dell'espropriazione dell'isola per l'istituzione della struttura sanitaria

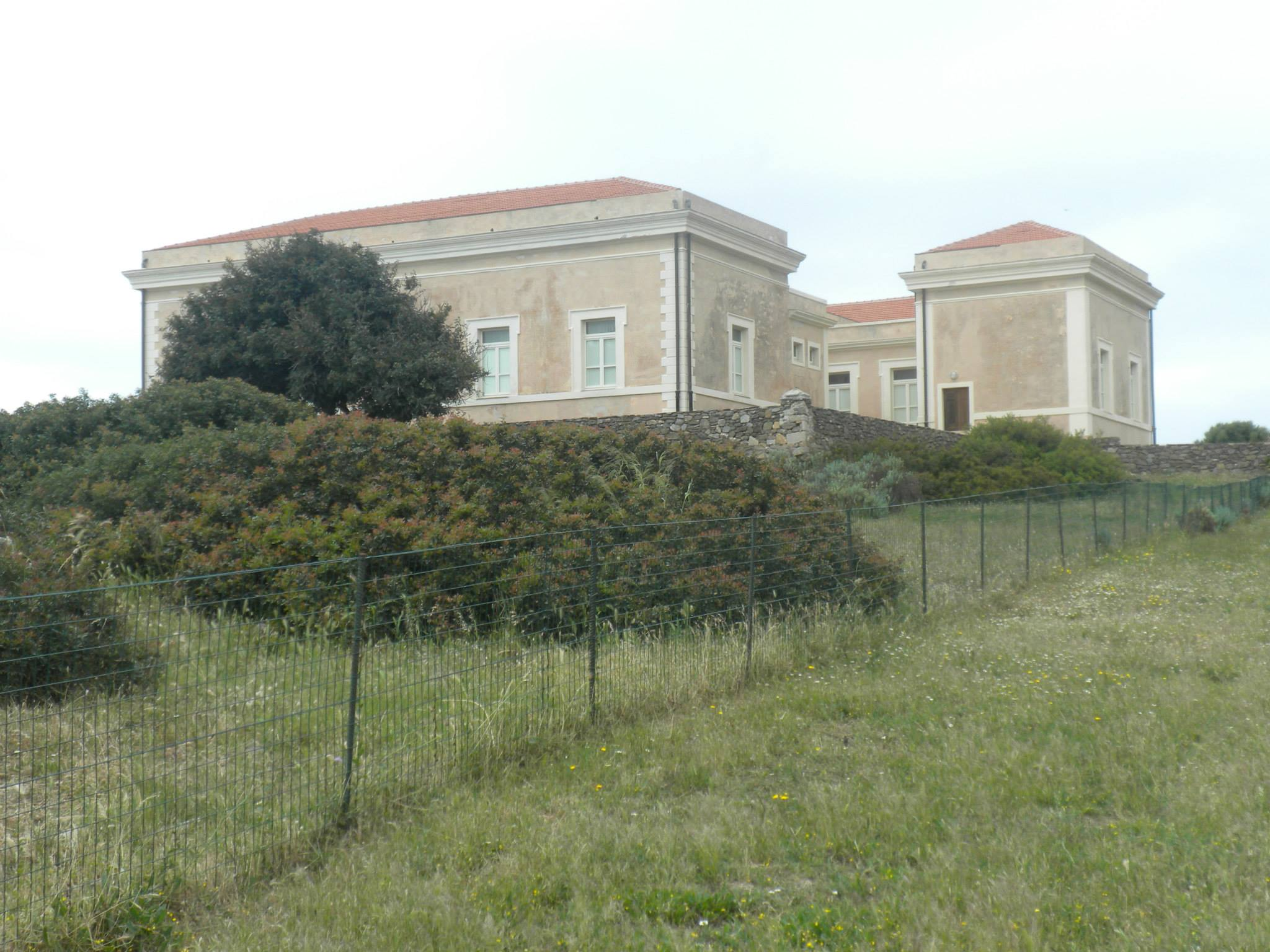
Ospedale dell'Asinara

Ospedale di Cala Reale (1889)
Struttura ospedaliera storica di Cala Reale.
Stazione sanitaria marittima dell'Asinara
Edificio che era destinato a ospitare i malati in osservazione e i magazzini della Sanità.

## Architetture militari

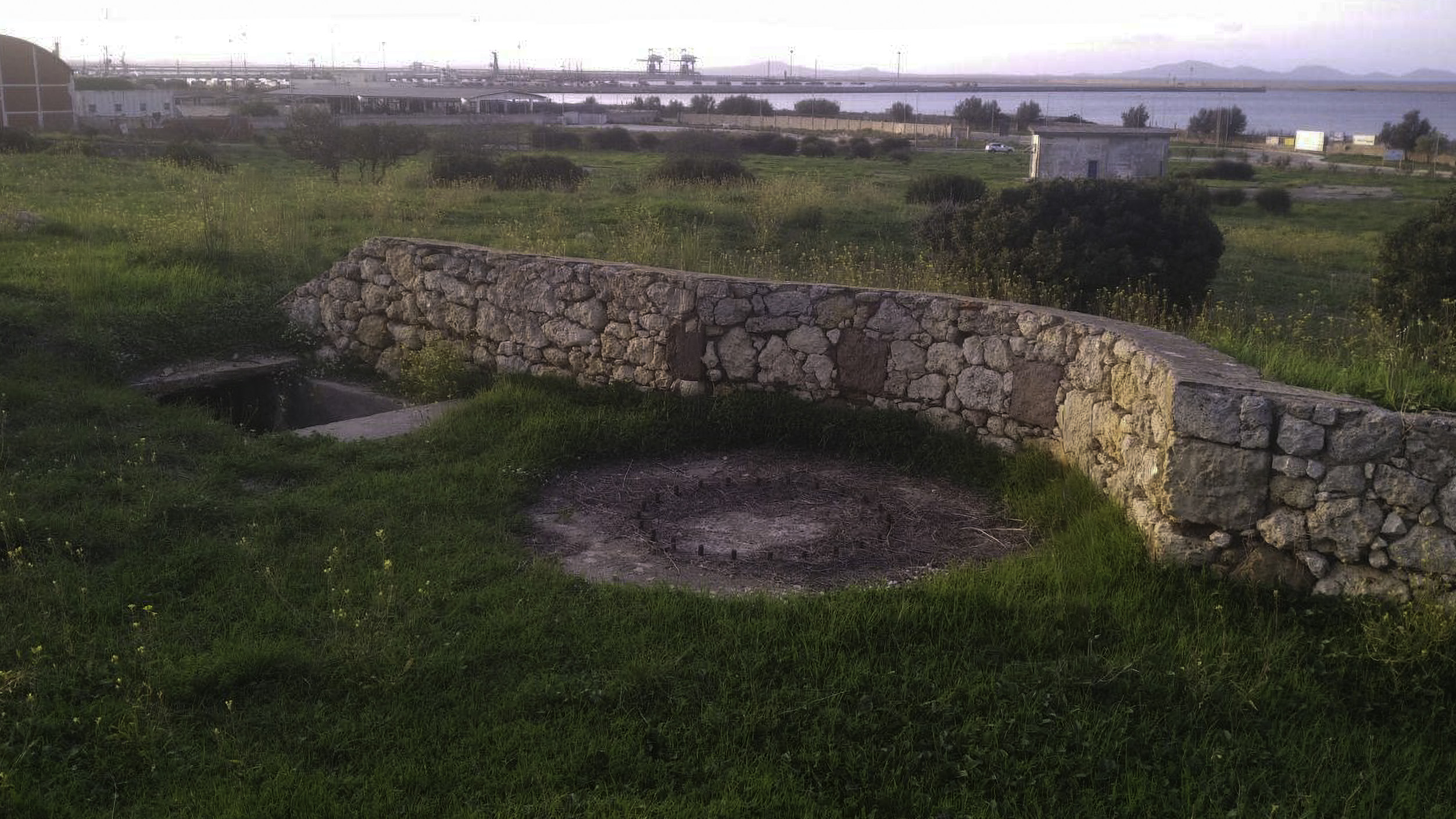
Batteria antinave di Ponte romano

Castello dell'Asinara
Noto anche col nome di Castellaccio, è un edificio fortificato medievale situato nell'isola dell'Asinara. Attualmente viene utilizzato come punto di vedetta antincendio e sorveglianza del Parco.
Complesso carcerario dell'Asinara (1885)
Il complesso carcerario dell'Asinara è stato un carcere di massima sicurezza italiano, divenuto famoso a livello nazionale in seguito ad una rivolta avvenuta il 2 ottobre 1979. Sono stati detenuti nell'isola tra i più pericolosi criminali della Camorra, di Cosa nostra, delle Brigate Rosse e dell'Anonima sequestri. In più di cento anni di esercizio nessuno è mai riuscito ad evadere dal carcere ad eccezione del criminale lulese Matteo Boe. Durante entrambe le guerre sono stati detenuti prigionieri politici e migliaia di prigionieri di guerra. Il carcere, istituito nel 1885, nel corso della sua attività è stato suddiviso in 10 distaccamenti carcerari dislocati in tutta l'isola.
Batteria antinave di Ponte romano (1873)
Il sito si sviluppa su un’altura che domina il golfo, a monte del Riu Mannu e nei pressi del ponte romano (dal quale prende il nome). Vi sono ubicate quattro postazioni militari, funzionanti per tutta la fine dell'Ottocento fino alla seconda guerra mondiale. Il primo impianto risale al 1873.

### Reale amministrazione delle torri
Torre aragonese (1325)
La sua costruzione è dovuta all'ammiraglio Francesco Carroz nell'anno 1325. La torre, imponente ed a base ottagonale, si eleva per circa 14 m ed ha una larghezza di 13 m ed è interamente realizzata in tufo fuorché gli angoli, realizzati in trachite rossa con qualche merlatura sulla sommità. Nel Cinquecento abbandona il suo impiego di sbarramento doganale per entrare a far parte del sistema di difesa costiero prima e della Reale amministrazione delle torri poi. Dal 1825 al 1966 venne utilizzata come faro, ora però è sovente sede di mostre.
Torre della Finanza (1525)
La torre della Finanza, o torre dell'isola Piana, si trova sul versante settentrionale dell'Isola Piana.
Torre di Abbacurrente (1571)
Appartenente al complesso di strutture fortificate che dall'alto medioevo sino alla metà del diciannovesimo secolo hanno costituito il sistema difensivo, di avvistamento e comunicazione delle coste della Sardegna. Edificata tra il 1571 e il 1578 e restaurata nel 2009.
Torre di Trabuccato (1609)
La torre difensiva più antica dell'isola dell'Asinara, fu costruita nel 1609 su progetto di Andrea Perez.
Torre di Cala d'Oliva (1611)
La torre difensiva fu costruita nel 1611 situata nell'omonima località sull'isola dell'Asinara.
Torre di Cala d'Arena (1611)
La struttura difensiva fu costruita nel 1611. A differenza delle altre due torri dell'isola, che continuarono a essere utilizzate anche nei secoli successivi, non molti anni dopo fu lasciata in stato di abbandono.

### Seconda guerra mondiale
Rifugio antiaereo ex caserma dei carabinieri (1943)
Durante i primi anni della guerra i rifugi venivano utilizzati abbastanza di rado fino a quando, nel maggio del 1943 ad opera dell'aviazione inglese, la città fu scossa dal più grosso bombardamento della sua storia, conosciuto come “bombardamento del giorno delle Palme”. È stato per molto tempo luogo di abbandono di rifiuti e degrado (lo stesso discorso vale per il rifugio antiaereo della scuola De Amicis), e solo recentemente è stato bonificato ed aperto al pubblico.
Rifugio antiaereo scuola De Amicis
Si apre al di sotto della scuola elementare edificata nei primi del Novecento: Come gli altri rifugi antiaerei della città fu utilizzato durante la seconda guerra mondiale per proteggere i civili dai numerosi bombardamenti di quel periodo che, nella città di Porto Torres, furono cinque. Spesso viene usato come spazio espositivo in occasione di mostre temporanee.
Sbarramento «Scala Erre» («SS Pineta»)
Nei pressi dell'odierna discarica di Porto Torres è presente una linea di sbarramento costruita sulle direttive del vademecum del Generale Mario Roatta. Conosciuto anche come «Sbarramento SS Pineta» si tratta di una postazione composita di artiglieria con annesso ricovero, oramai completamente inagibile in quanto allagato. Nei presi del ricovero sono presenti i ruderi di un'altra installazione dello stesso impianto di utilizzo incerto. Nell'area è presente inoltre una vecchia cava ormai dismessa nella quale sono presenti un ulteriore ricovero ed altri 4 fortini, 2 dei quali molto ben conservati a differenza dell'intero complesso. Storicamente nel 1943 venne presidiata dalla 533º compagnia mitraglieri di postazione, istituita ad-hoc sempre basandosi sulle direttive di Roatta.
Sbarramento «Stretto di Stintino»
Altra linea di sbarramento costruita sulle direttive del Roatta. Di notevole rilievo in quanto uno degli sbarramenti più grandi di tutta la Sardegna, è dotato di ben 17 postazioni sulla strada verso Stintino. Fra le varie installazioni sono compresi fortini classici monoarma, fortini di tipo "Tobruk", ricoveri coperti, fossati e postazioni di artiglieria. Dato il suo stato di conservazione tutto sommato buono risulta essere caratteristica la sua visione a volo d'uccello, che restituisce la visione di un complesso fortificato tipico dell'epoca. Di particolare caratteristica vi è la «postazione n.17», nella quale sono presenti gli alloggiamenti per gli stemmi (attualmente rimossi) e gli appendiabiti per le uniformi con i nomi dei soldati ancora leggibili. Lungo il complesso sono ancora posizionate le piramidi anticarro in cemento.
Caposaldo XII
Lungo la strada di «Ponti pizzinnu» sono presenti le installazioni del caposaldo XII, costituito da 4 fortini, una postazione allo scoperto ed alcuni ricoveri sotterranei.
Caposaldo XVI e XVII
Lungo l'attuale Via Libero Grassi sono presenti le postazioni del caposaldo XVI con tiro diretto verso l'Asinara. Adiacente ad esso si trova il Caposaldo XVII. Questi due capisaldi sono composti ambedue da rifugi sotterranei e fortini Tobruk

## Siti archeologici
Parco archeologico Turris Libissonis
Situato nella zona nord-ovest della città, ospita l'antica città romana di Turris Libissonis e la maggior parte dei monumenti romani di Porto Torres. I monumenti principali sono il ponte romano costruito in età giulio-claudia, il Palazzo di Re Barbaro; ovvero l'edificio più imponente dell'intero complesso e numerose terme e Domus.
Area archeologica e ipogeo di via Libio 53
Al disotto di un condominio privato edificato verso la fine del XX secolo è stato riportato alla luce un ambiente ipogeo risalente ai tempi della tardoantica Turris Libisonis. Il sito archeologico, non ancora completamente studiato, fa parte della più ampia area orientale ipogeica della stessa Turris Libisonis nata circa nel III secolo d.C. al seguito di un rinnovato interesse verso il rito dell'inumazione. Sovente il piccolo complesso è sede di mostre, convegni ed eventi culturali.

### Nuraghi
Nuraghe Biunisi
Ormai assimilabile ad una modesta collina, è ben visibile percorrendo la vecchia strada che da Porto Torres va a Stintino. Con uno sguardo più attento si riconoscono diversi detriti, probabilmente dovuti alla presenza di un piccolo villaggio prospiciente il nuraghe, tale Biunis, e le mura esterne del nuraghe, nonostante la fitta vegetazione. È ben visibile la scalinata d'accesso, probabilmente, al corpo principale. Al suo interno presenta diverse ramificazioni le quali denotano l'aspetto polilobato del nuraghe.
Nuraghe Monte Elva
Situato in cima al colle chiamato Monte Elva nei pressi di Fiume Santo, è completamente diroccato in quanto negli anni cinquanta la zona fu interessata dalla costruzione di alcuni impianti concernenti l'acquedotto del Bidighinzu, allorché parti del nuraghe vennero utilizzate come materiali da costruzione. Il nuraghe era costituito probabilmente da due torri, ma oggi è impraticabile per via dell'aspra vegetazione.
Nuraghe Margone
Sulla vecchia strada in direzione Stintino, edificato con particolari pietre calcaree bianche traslucide, giace su una collinetta nelle condizioni di rudere.
Nuraghe Nieddu
Posto all'interno della zona industriale della Marinella, salvatosi dai piani di regolarizzazione e spianamento degli anni sessanta. Esso è completamente costruito in trachite rossa, proveniente dalla vicina cava, anch'essa inglobata nella zona industriale. Ha un'altezza attestata intorno agli 8 metri, ed è uno dei pochi ad avere un piano di mezzana sopra il corridoio d'ingresso.

### Sepolture
Necropoli di Su Crucifissu Mannu
La Necropoli di Su Crucifissu Mannu si data un ipotetico inizio di costruzione intorno al 3200-2800 a.C., quindi nel recente Neolitico, e un utilizzo perpetrato fino al 1800-1500 a.C., cioè nell’età del bronzo. Il sito presenta 22 tombe di cui alcune decorate con bassorilievi. Altre camere presentano un pilastro al centro, per sorreggere il peso della volta. Peculiarità di questo sito è il ritrovamento di alcuni crani forati.
Domus de Janas di Campu Perdu
Di notevole importanza storica in quanto trattasi del più antico sito testimone della presenza dell'uomo all'interno dell'isola. Databile approssimativamente al IV millennio a.C. , l'interno della domus de Janas è suddiviso in due vani di cui uno centrale contenente a sua volta cinque vani secondari, ivi si locavano i defunti. Vi sono inoltre tracce di una colonna atta a sorreggere il soffitto.
Ipogeo e Colombario di Tanca Borgona (II secolo d.C.)
L'ipogeo romano di Tanca Borgona conta 32 sepolture. Essa si presenta come una camera rettangolare scavata nel calcare, al cui interno si ergono 2 colonne in tufo scavate anch'esse nella roccia che hanno funzione strutturale. All'interno sono ancora visibili parti di affreschi e qualche porzione di mosaico. Sorge nel cortile di un condominio privato nei pressi della spiaggia della Renaredda ed è stato scoperto nel 1947 da Giovanni Lilliu. Nella stessa area sorge un colombario, ovvero una forma di sepoltura collettiva ad incinerazione diffusa a Roma soprattutto nei primi secoli dell’impero.
Sepolture ipogeiche di Scoglio Lungo
Complesso funerario dell’antica Turris Libisonis nell’area retrostante l’istituto tecnico nautico. Esso è costruito sul fianco di una parete in tufo ed è costituito da 4 ambienti con arcosoli e si contano 50 sepolture tra sarcofagi e tombe nel pavimento. Utilizzato tra il III e il VII secolo d.C., fu scoperto da Guglielmo Maetzke nel 1963.

## Musei
- Antiquarium Turritano, struttura museale che conserva vestigia e suppellettili romane e medioevali.
- Museo del porto, edificio che ospita una mostra di vela latina e reperti riguardanti la storia e la cultura del mare;
- Museo Andrea Parodi, mostra permanente situata all'interno del Palazzo del Marchese dedicata al musicista Andrea Parodi.